# Richard Pearse
Richard Pearse, född 3 december 1877 i byn Temuka, död 29 juli 1953 i Christchurch, var en nyzeeländsk uppfinnare, flygare och jordbrukare norr om Timaru i Nya Zeeland.
Han har figurerat i debatten om vem som gjorde den första framgångsrika flygturen. Under sin livstid gjordes han till åtlöje - men efter sin död har han erkänts som något av ett uppfinnargeni. I sin verkstad på lantgården i Temuka konstruerade han ett monoplan av bambu, aluminium, vajrar och segelduk. Hans första flygning sägs ha varat mellan 49 och 91 m och slutade med en kraschlandning i en häck. Inget finns nedskrivet om flygningen - men det finns några ögonvittnesbevis. Det sägs att flygningen ägde rum den 31 mars 1903 - i så fall mer än ett halvår före bröderna Wrights flygning i december samma år.
Richard Pearse avled den 29 juli 1953 i Christchurch.
- På South Canterbury Museum i Timaru finns en avdelning om Pearse och en kopia av hans plan.